# Крымский академический театр кукол
Крымский академический театр кукол (укр. Кримський академічний театр ляльок) — театр, базирующийся в Симферополе. На сцене театра проходили как классические, так и авангардные постановки.
Коллектив участвовал в международных фестивалях, творческих лабораториях. Крымский театр кукол в 2000 и 2001 годах провёл два международных фестиваля театров кукол в Крыму, в которых принимали участие 12 театров из Польши, Белоруссии, Венгрии, России, Украины. В 2004 году на базе театра прошла творческая лаборатория театров кукол из Польши, Германии и Крыма. В январе 2018 года здание кукольного театра снесено.

## История театра
19 октября 1938 года Совет Народных Комиссаров Крымской АССР постановил: «Организовать в 1939 году в г. Симферополе при ТЮЗе детский передвижной кукольный театр для обслуживания колхозов и совхозов». Для театра было построено оригинальное здание по проекту Б. И. Белозёрского, первого советского архитектора Симферополя.
С 16 апреля 1944 года передвижной театр возобновил работу, получив новое название — Крымский государственный театр кукол.
Здание театра было взорвано немцами. После войны Театр размещается в небольшом здании бывшего Дома культуры энергетиков.
Министерство культуры Крыма первоначально объявило о сносе здания театра в 2016 году. Планировалось выделение средств из федерального бюджета. Общая стоимость нового здания оценивалась примерно в один миллиард рублей. Оформление документов затянулось до 2018 года. Работы по сносу одноэтажного здания Крымского академического театра кукол в Симферополе должны пройти с 15 января по 15 февраля 2018 года.

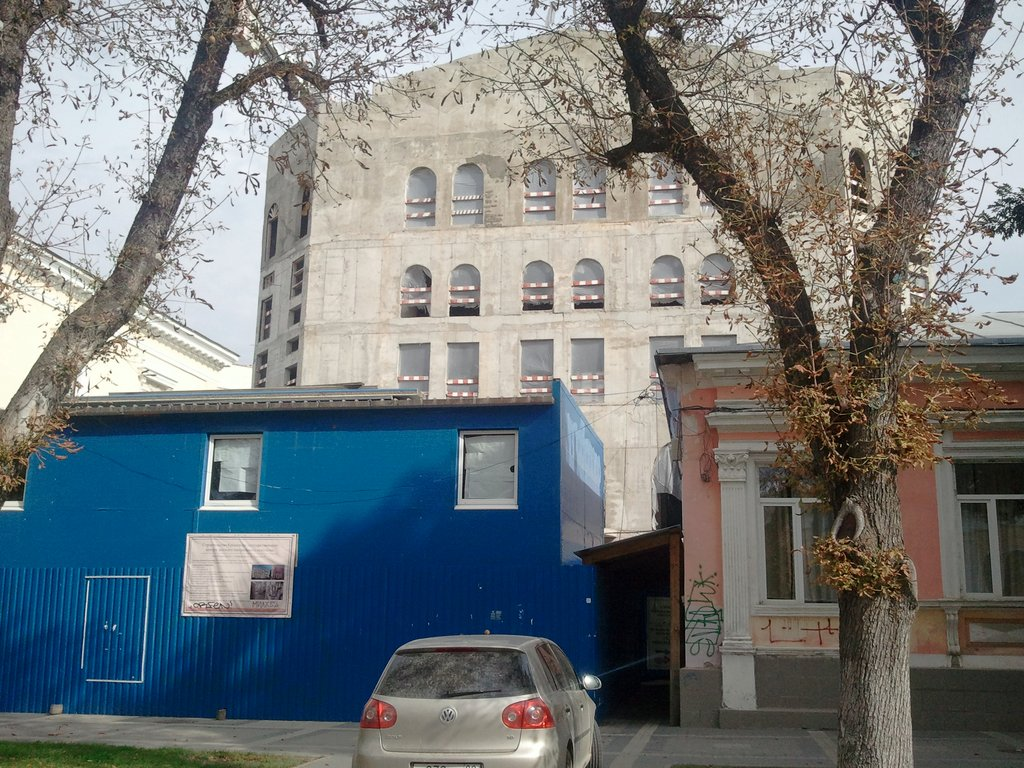
Заброшенная стройка Крымского государственного центра детского театрального искусства в Симферополе, 2020 год

На месте снесённого здания театра кукол будет построен «Крымский государственный центр детского театрального искусства». Здание Центра планируется построить пятиэтажным с подземный этажом. Здание будет выделяться среди окружающей исторической застройки — оно в три раза выше ближайших зданий. Российский блогер Илья Варламов в своем блоге раскритиковал проект реконструкции Театра кукол в Центр детского искусства. По мнению Варламова здание негармонично выделяется высотой и стилем среди окружающих зданий. Общая площадь нового здания более 8000 квадратных метров. Театр кукол в новом здании получит 15 % площади. Заявлены два зрительных зала на 300 и 100 посадочных мест. Залы и часть помещений планируется предоставлять в аренду. На шести этажах нового здания разместятся складские, производственные, ремонтные, репетиционные и технические помещения, гримуборные и бытовые комнаты для артистов. Центр театрального искусства оснастят подземным полумеханизированным паркингом.
После сноса здания Крымского театра кукол коллектив работал в помещениях Русского театра. Но 17 апреля 2018 года Русский театр был закрыт на неопределённый срок из-за неисправности системы пожарной сигнализации, системы оповещения. Прекращение работы русского театра драмы заблокировало деятельность театра кукол.
На июль 2020 года строительно-монтажные работы здания Центра не ведутся. В ноябре 2021 года была задержана министр культуры Крыма Вера (Арина) Новосельская, подозреваемая в получении взятки в 25 миллионов рублей за общее покровительство при выполнении строительно-монтажных работ при строительстве Крымского государственного центра детского театрального искусства, возведение которого завершит новый подрядчик.
10 июня 2025 года указом главы Республики Крым театру присвоено почётное имя Бориса Ивановича Азарова.

## Руководители
- 1939—1951 — директор и художественный руководитель Мария Константиновна Шуринова
- 1951—1961 — главный режиссёр Андрей Петрович Трапани[9]
- 1961—1963 — главный режиссёр Александр Александрович Кирилловский
- 1963—1976 — главный режиссёр, заслуженный артист Украинской ССР Сергей Петрович Морозов
- 1978—2013 — заслуженный деятель искусств Украинской ССР Борис Иванович Азаров
- 2013—2014 — заслуженный деятель искусств АРК Арина Вадимовна Новосельская
- 2014—н.в. — заслуженный работник культуры АРК Чёрный Павел Владимирович[10].

## Известные спектакли театра
- Е. Чеповецкий «Сказка кувырком»
- А. Чехов «Каштанка»
- Б. Шергин «Волшебное кольцо»
- Х. Юрковский «Арлекин, или слуга трех господ»
- Е. Тараховская «По щучьему велению»
- Б. Азаров «Петрушка и К°»
- Л. Дворский «Прыгающая принцесса»
- Е. Сперанский «Гасан — искатель счастья»
- В. Коростьшев «Айболит и Бармалей»
- «Украинский вертеп» — впервые в истории Крыма осуществлена постановка традиционного украинского вертепа, где один актёр, Алексей Шило, одновременно оживляет более 30 кукол, что требует моментальной голосовой трансформации. Этот спектакль стал событием не только для крымчан, а также получил признание на международных фестивалях театров кукол во многих странах ближнего и дальнего Зарубежья.
- А. Шило «Ёжикдругмедвежонка»
- А. Шило «Сказка о золотой рыбке»
- А. Волков «Волшебник Изумрудного города».

## Награды
- Почётная грамота Президиума Верховной Рады Автономной Республики Крым (31 октября 2000 года, Автономная Республика Крым, Украина) — за значительный вклад в развитие театрального искусства, эстетическое и нравственное воспитание подрастающего поколения, укрепление дружбы между народами и активное участие в I Международном фестивале театров кукол в Автономной Республике Крым[11].
- В 1982 году театру был присуждён диплом Министерства культуры УССР и ЦК ВЛКСМ за спектакль «Никогда не погаснет», поставленный Б. Азаровым по пьесе В. Орлова.
- Постановка «Ищи ветра в поле» В. Лифшица на I республиканском фестивале театров кукол в г. Луцке (Украина, 1983 г.) удостоена диплома I-ой степени, спектакль «Прыгающая принцесса» Л. Дворского удостоен Диплома I-ой степени II республиканского фестиваля в г. Луцке (Украина, 1986 г.), спектакль «Петрушка и К°» Б. Азарова, В. Куренковой — Призёр XI международного фестиваля театров кукол «Театр в чемодане» в трёх номинациях (г. Ломжа, Польша, 1998 г.), спектакль «Бык, Осёл и Звезда» М. Бартенева, А. Усачёва — дипломант семи международных фестивалей: г. Киев, Луцк (Украина, 2000 г.), г. Кишинёв (Молдова, 2000 г.), г. Арад (Румыния, 2001 г.), г. Ломжа (Польша, 2001 г.), г. Москва (Россия, 2001, 2005 гг.).